# Gellert Tamas

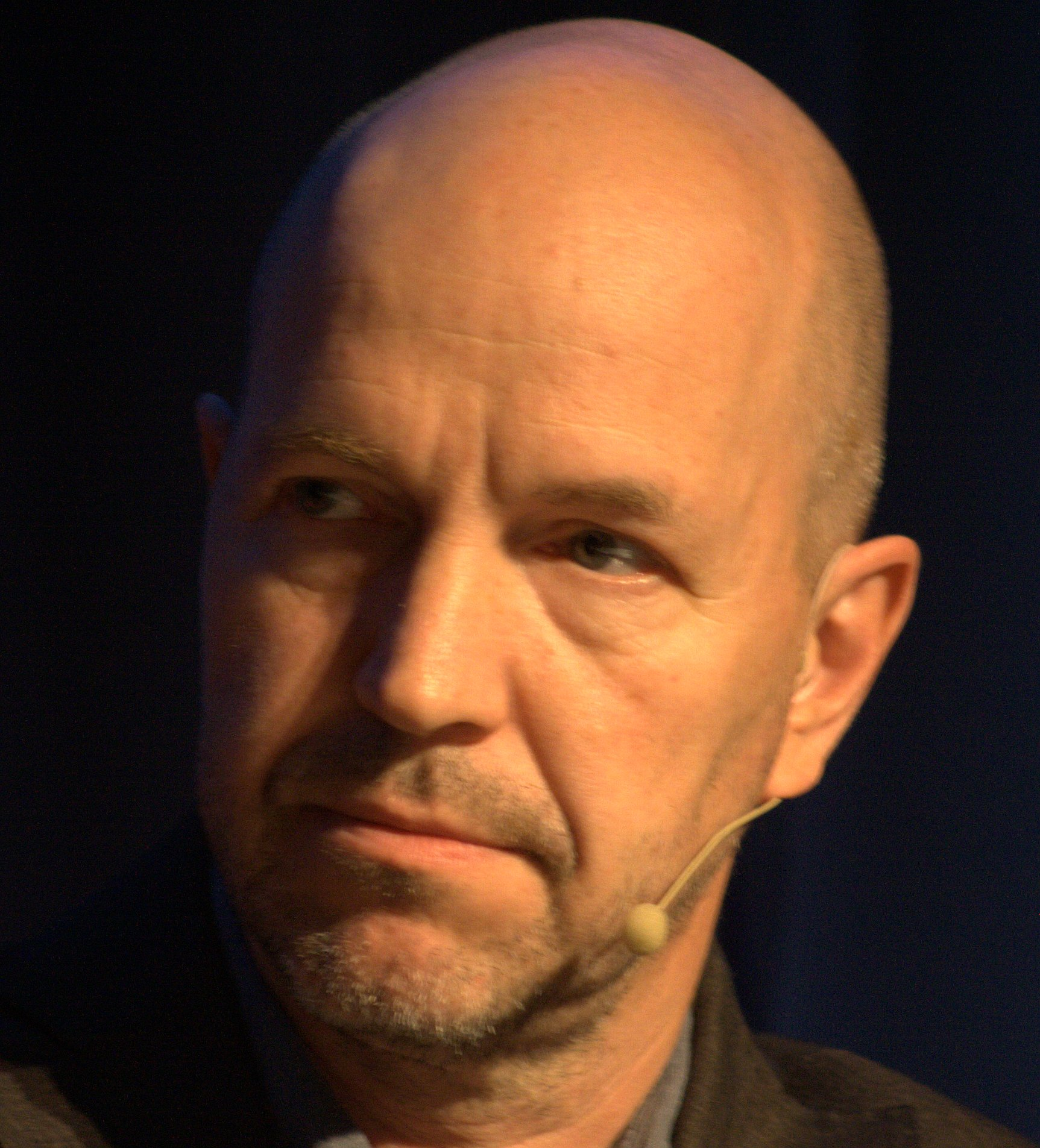
Gellert Tamas, 2009

Gellert Tamas (* 17. Februar 1963) ist ein schwedischer Journalist, Schriftsteller und Dokumentarfilmer.
Der Sohn einer ungarischen Akademikerfamilie wuchs in Kristianstad auf. Er studierte Politikwissenschaft, Volkswirtschaftslehre und Wirtschaftsgeschichte an der Universität Lund. 1986 verbrachte er einen mehrwöchigen Studienaufenthalt in Ost-Berlin.
Tamas hat für Dagens Nyheter, Schwedens führende Tageszeitung, gearbeitet und als Journalist für TV4. Tamas wurde bekannt für sein 2002 erschienenes Buch Lasermannen – en berättelse om Sverige (dt. Der Lasermann – vom Eliteschüler zum Serientäter. Ein Buch über Schweden, Leipzig 2007) über den vielfachen Mörder John Ausonius. Das Buch wurde ein Bestseller und wurde 2005 als Fernsehserie für SVT verfilmt.